# Abraxas pantarioides
Abraxas pantarioides är en fjärilsart som beskrevs av Robert Spitz 1908. Abraxas pantarioides ingår i släktet Abraxas och familjen mätare. Inga underarter finns listade i Catalogue of Life.